# Adam Józef Olizar
Adam Józef Olizar-Wołczkiewicz herbu Chorągwie Kmitów – podkomorzy kijowski w latach 1703–1707, stolnik wołyński w latach 1695–1703, podczaszy owrucki w latach 1688–1695, pułkownik chorągwi husarskiej koronnej wojewody bełskiego Adama Mikołaja Sieniawskiego w 1701 roku, towarzysz wojska koronnego, konsyliarz województwa kijowskiego w konfederacji sandomierskiej 1704 roku.
Poseł sejmiku wołyńskiego na sejm 1690 roku, poseł sejmiku kijowskiego na sejm nadzwyczajny 1693 roku. Poseł sejmiku kijowskiego  na sejm konwokacyjny 1696 roku. Po zerwanym sejmie konwokacyjnym 1696 roku przystąpił 28 września 1696 roku do konfederacji generalnej.